# Figueroa at Wilshire
Le Figueroa at Wilshire, anciennement appelé Sanwa Bank Plaza est un gratte-ciel de 218 mètres de haut et de 53 étages situé dans le centre-ville de Los Angeles, en Californie. C'est le huitième plus grand immeuble de Los Angeles. Il a été conçu par Albert C. Martin & Associates et confié au promoteur immobilier Hines Interests Limited Partnership. Il a reçu le prix "Outstanding New Office Building" en 1991, prix qui récompense les immeubles d'affaires qui sortent du commun. La construction de la tour s'est déroulée de l'année  1988 à 1990 sur l'ancien site de la Cathédrale St. Paul's Episcopal.

## Principaux locataires
- PricewaterhouseCoopers[1]
- ACE Group
- Cozen O'Connor
- Milbank, Tweed, Hadley & McCloy
- Buchalter
- SNR Denton
- Morgan Stanley
- Cushman & Wakefield
- HCC Surety Group